# Cisão
A cisão de uma sociedade é a operação pela qual a sociedade transfere todo ou somente uma parcela do seu patrimônio para uma ou mais sociedades, constituídas para esse fim ou já existentes. A sociedade cindida pode extinguir-se, se houver versão de todo o seu patrimônio - ou dividindo-se o seu capital - se parcial a versão (Lei das S.A. - Lei nº 6.404, de 1976, art. 229, com as alterações da Lei nº 9.457, de 1997).
Por exemplo, uma empresa pode ter uma unidade de negócios que é objeto de uma oferta de compra (aquisição de empresa) por parte de outra empresa. A unidade de negócios não tem personalidade jurídica própria. Sendo assim, a empresa poderia constituir uma nova empresa para a qual seriam transferidos os ativos da unidade de negócios em questão e depois vender esta nova empresa para outra empresa interessada. Operações chamadas de spin outs são cisões, já um spin off é um termo mais genérico, que incluiu os spin outs mas que pode consistir de outros tipos de criação de negócios como, por exemplo, a criação de uma empresa a partir da atividade de desenvolvimento de tecnologia em um departamento acadêmico de uma universidade.
Um exemplo é o caso da Companhia Aérea GOL que praticou uma cisão em 2012 criando uma nova personalidade jurídica chamada Smiles S.A.
A cisão parcial é utilizada em alguns casos, os mais comumente usados são:
- Quando os sócios não tem mais interesse em permanecer na sociedade;
- Quando do falecimento de um dos sócios e os remanescentes não aceitam os herdeiros como sócios;
- Quando por questões operacionais, parte das atividades da empresa tem que ser separadas;
- Quando for necessário dirimir conflitos entre os sócios.